# Gary Woods
Gary Woods (Kettering, 1º ottobre 1990) è un calciatore inglese, portiere del Greenock Morton.

## Carriera

### Club
Ha giocato nella prima divisione scozzese.

### Nazionale
Ha giocato nella nazionale inglese Under-18.

## Palmarès

### Club

#### Competizioni nazionali
- Football League One: 1

Doncaster: 2012-2013
- Coppa di Lega scozzese: 1

Ross County: 2015-2016